# Elegia equisetacea
Elegia equisetacea es un especie de arbusto perteneciente a la familia Restionaceae. Es originaria de Sudáfrica.

## Descripción
Los tallos son como cañas, alcanzan los 1,5 m de altura. Las plantas alcanzan una altura de alrededor de 1 m durante el segundo año después de la siembra y han llegado a su altura máxima después de la floración en el tercer año. En su ambiente natural las plantas son muy longevas, en el jardín, con suelos más ricos y una oferta más generosa de agua pueden vivir por lo menos 7 años.
Mientras que los tallos están creciendo, es interesante observar el espacio entre los nodos. Cuando  surgen de la tierra, los nodos están muy juntos y están protegidos por una "vaina" o un ovillo,  alrededor del tallo. El punto de crecimiento de la raíz no está en la parte superior del tallo, sino justo encima de cada nodo. La función de la vaina es fortalecer el tallo justo  donde es más débil durante el proceso de crecimiento. Una vez que el tallo ha crecido la vaina no se necesita  y, finalmente, se cae, dejando una línea de abscisión. En esta fase posterior, las vainas, y en menor grado las brácteas alrededor de las inflorescencias, llegan a ser bastante parecidas al papel y hacen un murmullo con el viento.

## Distribución y hábitat
Es una especie extendida en la Provincia Oriental del Cabo en Port Elizabeth. Las plantas crecen desde  las montañas a las llanuras en torno a Bredasdorp, en los suelos ácidos derivados de la piedra arenisca con suelos de piedra caliza. Se encuentran principalmente en las filtraciones leves y a lo largo de los arroyos.

## Etimología
El nombre Elegia deriva del griego elegeia , un canto de lamento, y puede ser una referencia al crujido, producido por la brisa, de las vainas parecidas al papel y las brácteas de la planta. El nombre de la especie equisetacea deriva del latín, cola de caballo.